# Swimming Upstream
Swimming Upstream (Nederlands: stroomopwaarts zwemmen) is een Australische film uit 2003 over het leven van Tony Fingleton, een bekende Australische zwemmer. Jesse Spencer speelt de hoofdrol. Zijn tegenspelers zijn Geoffrey Rush en Judy Davis.